# Thời kỳ đồ gốm Trất Văn
Thời kỳ đồ gốm Trất Văn hay Thời kỳ đồ gốm Jeulmun là một thời đại khảo cổ ở Triều Tiên thời tiền sử kéo dài từ năm 8000 TCN tới 1500 TCN. Thời kỳ này bao gồm thời kỳ đồ đá giữa và thời kỳ đồ đá mới ở Triều Tiên,  lần lượt kéo dài từ 8000 tới 3500 TCN và từ 3500 tới 1500 TCN. Do sự xuất hiện của đồ gốm trong thời kỳ này mà thời kỳ này còn được gọi là "Đồ đá mới Triều Tiên".
Thời kỳ đồ gốm Jeulmun được đặt tên theo các công cụ nấu nướng bằng gốm được chế tạo trong thời kỳ này, đặc biệt là từ 4000 tới 2000 TCN. Jeulmun (Hangul: 즐문, Hanja: 櫛文) nghĩa là "họa tiết hình lược". Sự bùng nổ trong khai quật các hiện vật thời kỳ Jeulmun vào giữa thập niên 1990 đã tăng thêm kiến thức về thời kỳ mang tính định hình thời tiền sử ở Đông Á.
Thời kỳ Jeulmun là thời kỳ săn bắn, hái lượm, và canh tác nông nghiệp nhỏ.